# Al Poole
Al Poole était un pilote automobile américain, spécialiste au début du XXe siècle de courses automobiles d'endurance.

## Carrière
De 1904 à 1906 il est mécanicien embarqué, puis il dispute personnellement au volant la première de ses deux courses en American Championship car racing AAA en juin 1909 à Crown Point, sur Chalmers (en).

## Palmarès

### Mécanicien de bord
- Phase éliminatoire de la Coupe Vanderbilt 1906 (pilote Joe Tracy, sur Locomobile, et meilleur temps au tour en course, celle-ci étant stoppée dès son passage de la ligne d'arrivée, pour cause d'envahissement de piste par la foule[1]);
  - 2e de la phase éliminatoire de la coupe Vanderbilt 1905 (pilote Tracy, sur Locomobile 90 hp)[2];
  - 3e de la coupe Vanderbilt 1905 (pilote Tracy, sur Locomobile 90 hp de 16,2 L.);
  - 10e de la coupe Vanderbilt 1906 (pilote Tracy, malgré abandon sur Locomobile, et meilleur temps au tour en course);
  - Participation à la coupe Gordon Bennett 1905 (pilote Tracy, avec un moteur Locomobile de 17,7 L.);
  - Participation à la coupe Vanderbilt 1904 (pilote Tracy, sur Royal).

### Pilote
- Course de côte de Port Hill, Easton, 1908 (Bridgeport, Ct, Board of Trade Cup sur Isotta 52 - précédent record Tracy, sur Locomobile[3],[4]);
- 100 milles de Elkwood/Monmouth Park, Long Branch (NJ), 1908 sur Isotta 60[5];
- 24 Heures de Brighton Beach 1909 (31 juillet[6],[7]), avec Joé Robertson sur Simplex 50 hp;
- 24 Heures de Brighton Beach 1910 (14 mai[8]), avec le français Charles Basle sur Simplex;
- 24 Heures de Brighton Beach 1910 (25 août[9]), avec Cyrus Patschke sur Stearns 30-60 Six racecar;
  - 2e à Lowell (Massachusetts) en 1909 sur Isotta Fraschini en championnat champcar ACA / AAA (mécanicien Léo Anderson).